# Lina Golan
Lina Golan (hebr. לינה גולן) (ur. 1948 w Ukraińskiej SRR) – izraelska malarka i pianistka pochodząca z rodziny polskich Żydów.

## Życiorys
Urodziła się w rodzinie Polaków żydowskiego pochodzenia na Ukrainie, którzy w ramach repatriacji zamieszkali w Polsce, skąd w 1965 emigrowali do Izraela i zamieszkali w Aszdod. Ukończyła Akademię Muzyczną w Ramat Awiw w klasie fortepianu, uczyła się rysunku u Jana Rauchwergera, Moshe Rosenthalisa i Ofera Leloosha. Nauczycielem rzeźby był Hermana Kronhaus. Studiowała malarstwo na Uniwersytecie w Tel Awiwie, wykładowcami sztuki współczesnej był Gideon Ofrat. Lina Golan jest członkiem Izraelskiego Stowarzyszenia Malarzy i Rzeźbiarzy, zasiada w Komitecie Zarządzania i Sztuki Muzeum Monart-Aszdod oraz należy do Międzynarodowego Stowarzyszenia Sztuki UNESCO.